# Jesús Garay
Jesús Garay Vecino (ur. 10 września 1930 w Bilbao, zm. 10 lutego 1995) – hiszpański piłkarz. Uczestnik Mistrzostw Świata w Chile w 1962 roku.

## Kariera klubowa
Garay swoją karierę zaczynał w klubie Begoña CF, w którym spędził 2 lata (1947–1949). W sezonie 1949/1950 występował w SD Erandio Club. W 1950 roku trafił do Athleticu Bilbao, w którym to 8 września 1950 w wygranym 9-4 meczu z Celtą Vigo zadebiutował w Primera Division. W Athleticu występował przez 10 lat, a jego największym sukcesem było Mistrzostwo Hiszpanii w sezonie 1955/1956. W latach 1960–1962 był zawodnikiem FC Barcelony, z którą dwukrotnie zajmował 2. miejsce w Primera División. Karierę zakończył w 1966 roku, jako zawodnik C.D. Malaga.
| Sezon                      | Klub                       | Kraj                       | Rozgrywki                  | Mecze | Bramki |
| -------------------------- | -------------------------- | -------------------------- | -------------------------- | ----- | ------ |
| 1950/1951                  | Athletic Bilbao            | Hiszpania                  | Primera División           | 26    | 1      |
| 1951/1952                  | Athletic Bilbao            | Hiszpania                  | Primera División           | 30    | 0      |
| 1952/1953                  | Athletic Bilbao            | Hiszpania                  | Primera División           | 30    | 0      |
| 1953/1954                  | Athletic Bilbao            | Hiszpania                  | Primera División           | 27    | 1      |
| 1954/1955                  | Athletic Bilbao            | Hiszpania                  | Primera División           | 8     | 0      |
| 1955/1956                  | Athletic Bilbao            | Hiszpania                  | Primera División           | 27    | 3      |
| 1956/1957                  | Athletic Bilbao            | Hiszpania                  | Primera División           | 22    | 0      |
| 1957/1958                  | Athletic Bilbao            | Hiszpania                  | Primera División           | 27    | 2      |
| 1958/1959                  | Athletic Bilbao            | Hiszpania                  | Primera División           | 10    | 0      |
| 1959/1960                  | Athletic Bilbao            | Hiszpania                  | Primera División           | 29    | 0      |
| 1960/1961                  | FC Barcelona               | Hiszpania                  | Primera División           | 25    | 0      |
| 1961/1962                  | FC Barcelona               | Hiszpania                  | Primera División           | 15    | 2      |
| 1962/1963                  | FC Barcelona               | Hiszpania                  | Primera División           | 28    | 0      |
| 1963/1964                  | FC Barcelona               | Hiszpania                  | Primera División           | 2     | 1      |
| 1964/1965                  | FC Barcelona               | Hiszpania                  | Primera División           | 17    | 0      |
| 1965/1966                  | C.D. Malaga                | Hiszpania                  | Primera División           | 16    | 0      |
| Łącznie w Primera División | Łącznie w Primera División | Łącznie w Primera División | Łącznie w Primera División | 339   | 10     |

## Kariera reprezentacyjna
Garay debiutował w reprezentacji Hiszpanii w wieku 22 lat. Miało to miejsce 19 marca 1953 roku w wygranym 3-1 meczu z Belgią. Garay dwukrotnie grał przeciwko Reprezentacji Polski. Obydwa spotkania odbywały się w ramach el. Mistrzostw Europy i oba zakończył się zwycięstwem Hiszpanów(4-2 i 3-0). Ostatni mecz w reprezentacji Hiszpanii Garay zagrał na Mundialu w Chile w przegranym 1-0 meczu z Czechosłowacją. Jedynego gola w drużynie narodowej strzelił 30 stycznia 1957 roku w wygranym 5-1 towarzyskim spotkaniu z Holandią.
| Mecze | Zwycięstwa | Remisy | Porażki | Gole zdobyte | Gole stracone | Punkty | Procent zwycięstw |
| ----- | ---------- | ------ | ------- | ------------ | ------------- | ------ | ----------------- |
| 29    | 16         | 5      | 8       | 74           | 44            | 37     | 63,79             |